# Ларнакс
Ла́рнакс (старогръцки: λάρναξ) – ковчеже, урна е понятие от археологията, означаващо саркофаг, в който са поставени телата или прахът на умрелия.
Най-старите ларнакси, намерени през бронзовата епоха по време на минойската цивилизация, са теракотови сандъци, богато орнаментирани.
По-късно в елинистичния период някои от тях добиват вид на малки ковчежета, украсени като вазите по онова време. В специални случаи ларнаксите са били изработвани от злато.
Такъв е откритият край Вергина (Северна Гърция) ларнакс от 4 век пр.н.е., украсен със слънчев мотив под формата на 16-лъчева звезда (известна като Звездата от Вергина). Ръководителят на археологическите разкопки Манолис Андроникос предполага, че вероятно ларнаксът е съдържал останките на Филип Македонски, бащата на Александър Велики.